# لومفانترین
لومفانترین (انگلیسی: Lumefantrine) یک داروی ضد مالاریا است که تنها در ترکیب با آرتمتر به کار می‌رود. لومفانترین نیمه عمر بسیار طولانی تری در مقایسه با آرتمتر دارد و بنابراین تصور می شود که انگل‌های باقیمانده را که پس از درمان ترکیبی باقی می مانند پاک می‌کند.